# John Vaughan (3e comte de Carbery)
Ne doit pas être confondu avec John Vaughan.
John Vaughan, 3e Comte de Carbery, (8 juillet 1639 - 12 janvier 1713) était Lieutenant-Gouverneur de Jamaïque, et président de la Royal Society.

## Distinctions
- Fellow de la Royal Society